# Cleveland (Washington)
Cleveland es un área no incorporada ubicada en el condado de Klickitat en el estado estadounidense de Washington.

## Geografía
Cleveland se encuentra ubicado en las coordenadas 45°58′14″N 120°21′6″O / 45.97056, -120.35167.